# Перро, Анри-Морис
Анри-Морис Перро (фр. Henri-Maurice Perrault; 1828 — 1903) — канадский архитектор, работавший в Монреале (Квебек, Канада).

## Биография
Присоединился к архитектурному бюро своего дяди — архитектора Джона Остелла, с которым организовал партнёрство John Ostell & Henri-Maurice Perrault и сотрудничал по 1856 год. В течение этого периода Анри-Морис изучил основы работы архитектора, особенно на площадке строительства Дворца правосудия в Монреале (1851). 
Впоследствии Перро реализовал ряд своих архитектурных проектов, как самостоятельно, так и в сотрудничестве с другими архитекторами. 
Его сын Морис Перро тоже стал архитектором.
В 1990 году, по случаю сотой годовщины ассоциации Ordre des architectes du Québec, в Монреале несколько улиц назвали в честь архитекторов, оставивших существенный след в архитектуре города — в том числе улица Анри-Мориса Перро: Henri-Maurice Perrault street расположена в районе Rivière-des-Prairies–Pointe-aux-Trembles.

## Труды
В числе многих архитектурных работ Анри-Мориса Перро:
- 1851-1856 — старое здание Дворца правосудия в Монреале (в сотрудничестве с Джоном Остеллом).
- 1854  — проект кладбища Нотр-Дам-де-Неж в Монреале.
- 1868-1871 — колледж Монреаля.
- 1871 — Монреальская ратуша (в сотрудничестве с Александром Хатчисоном[2]).
- 1873 — головной офис Народного банка в Монреале.
- 1874-1878 — Монреальская ратуша (в сотрудничестве с Александром Хатчисоном).
- 1875 — интерьер церкви в Сент-Анн-де-Бельвю.
- 1886-1892 — восстановление часовни Notre-Dame-de-Bonsecours (в сотрудничестве с Альбертом Меснаром[3] и Joseph Venne[4]).
- 1888-1891 — часовня Sacré-Coeur собора Монреальской Богоматери (в сотрудничестве с Альбертом Меснаром).
- 1893 — театр Monument-National[фр.] в Монреале (в сотрудничестве с Альбертом Меснаром).
- 1895 — церковь St. Gabriel de Pointe-Saint-Charles в Монреале  (в сотрудничестве с Альбертом Меснаром).